# Premio The Best al jugador de la FIFA 2016
El Jugador Mundial de la Federación Internacional de Fútbol Asociación (FIFA), es un premio individual instaurado en 1991 con la finalidad de reconocer al mejor jugador y jugadora del mundo de cada año.
En 2010 la FIFA y el grupo editorial Amaury, propietario del diario deportivo France Football, llegaron a un acuerdo mediante el cual los trofeos FIFA World Player Masculino y el Balón de Oro pasan a formar un solo galardón que lleva el nombre de FIFA Balón de Oro, por lo que entre 2010 y 2016 solo fue entregado a la mejor jugadora del mundo.
En 2016 tras desaparecer el FIFA Balón de Oro, cada entidad continuó entregando sus propios premios a los mejores del mundo, en cuanto a fútbol se refiere. Continuando así France Football con su antiguo Balón de Oro, y la FIFA creando un nuevo premio, The Best FIFA, sucesor del Jugador Mundial FIFA.

## Candidatos
Estos jugadores que figuran a continuación son los tres –de una lista inicial de 23 seleccionados por un grupo de expertos de la Comisión de Fútbol de la FIFA–, que siguen en la carrera por el codiciado galardón tras un proceso de votación repartido uniformemente entre: los capitanes de las selecciones nacionales, los seleccionadores, representantes de la prensa y aficionados. 

### Los Finalistas
| Posición | Futbolista        | Club               | Total de votos |
| -------- | ----------------- | ------------------ | -------------- |
| -        | Cristiano Ronaldo | Real Madrid C. F.  | %              |
| -        | Lionel Messi      | F. C. Barcelona    | %              |
| -        | Antoine Griezmann | Atlético de Madrid | %              |

### Los otros candidatos
| Posición | Jugador            | Club (es)                               | Votos | % |
|          | Luis Suárez        | Fútbol Club Barcelona                   |       |   |
|          | Neymar             | Fútbol Club Barcelona                   |       |   |
|          | Gareth Bale        | Real Madrid Club de Fútbol              |       |   |
|          | Riyad Mahrez       | Leicester City                          |       |   |
|          | Jamie Vardy        | Leicester City                          |       |   |
|          | Gianluigi Buffon   | Juventus                                |       |   |
|          | Zlatan Ibrahimović | Manchester United y Paris Saint-Germain |       |   |
|          | Alexis Sánchez     | Arsenal Football Club                   |       |   |
|          | Paul Pogba         | Juventus de Turín y Manchester United   |       |   |
|          | Robert Lewandowski | Bayern de Múnich                        |       |   |
|          | Toni Kroos         | Real Madrid Club de Fútbol              |       |   |
|          | Luka Modrić        | Real Madrid Club de Fútbol              |       |   |
|          | Dimitri Payet      | West Ham United                         |       |   |
|          | Sergio Ramos       | Real Madrid Club de Fútbol              |       |   |
|          | Andrés Iniesta     | Fútbol Club Barcelona                   |       |   |
|          | Mesut Ozil         | Arsenal Football Club                   |       |   |
|          | Manuel Neuer       | Bayern de Múnich                        |       |   |
|          | N'Golo Kanté       | Leicester City                          |       |   |
|          | Kevin De Bruyne    | Manchester City                         |       |   |
|          | Sergio Agüero      | Manchester City                         |       |   |